# Tati
«Tati» es una canción del rapero estadounidense 6ix9ine. Fue lanzada el 27 de mayo de 2018 como el primer sencillo de su álbum debut Dummy Boy. La canción fue producida por Boi-1da, Cubeatz y DJ SpinKing, y este último también aparece en la canción. Alcanzó su punto máximo en el número 46 en el US Billboard Hot 100.

## Video musical
Un video la canción se estrenó en WorldStarHipHop a través de su canal de YouTube. Presenta 6ix9ine en un SUV rojo con vinilo de bandana, en un apartamento con varias mujeres y en las calles de Brooklyn, Nueva York, con algunos miembros supuestos de la pandilla Bloods.